# Haus der Kultur und Bildung
La Maison de la Culture et de l'Éducation, en allemand Haus der Kultur und Bildung (HKB), est un centre d'événements culturels situé à Neubrandenbourg dans le Land de Mecklembourg-Poméranie-Occidentale, en Allemagne, construit à l'époque de la RDA. Depuis 2014, il abrite la bibliothèque régionale, une salle polyvalente, un bureau d'information touristique et municipale, deux cafés-restaurants, un grand magasin de mode et plusieurs bureaux.
Le complexe immobilier est situé dans le centre-ville, au nord de la place du marché. C'est un exemple typique de l'architecture moderniste des années 1960 en RDA.
La tour haute de 56 mètres au sud du complexe est un élément important du paysage urbain local, dominant intentionnellement le site de construction de l'ancien palais princier. Le gratte-ciel, également connu sous le nom de « tour HKB » ou « Kulturfinger », est le plus haut bâtiment de Neubrandenburg, après l'église Sainte-Marie haute de 90 mètres.

## Histoire
Après la fin de la Seconde Guerre mondiale, plus de 80 pour cent de la vieille ville de Neubrandenburg est en ruines. Entre 1952 et le début des années 1960, le centre-ville est reconstruit. Conçue par l'architecte berlinoise Iris Grund, la construction du centre culturel commence en 1963 et est inaugurée en 1965. Le coût total de la construction s'élève à 13 millions de marks est-allemands.
La charpente en béton armé est érigée sous la forme de quatre ailes de volume différent autour d'une cour intérieure. Le côté sud donnant sur la place du marché avec le foyer et la salle d'exposition est pour une grande partie vitré.
L'ensemble est une structure en acier avec des murs-rideaux. La plate-forme offre une vue sur les environs de la ville, y compris le lac de Tollense et les fortifications de la ville médiévale. La tour, également connue sous le nom informel « Kulturfinger », est au départ conçue comme une contrepartie dominante de l'église Sainte-Marie afin de démontrer la supériorité de l'ordre social socialiste.
Le hall d'exposition a une superficie de 480 m2. La salle polyvalente sans fenêtre avec scène offrait 600 places à l'époque, passées ensuite à 450. Elle sert entre autres à l'Orchestre philharmonique de Neubrandenburg et au Théâtre d'État de Neustrelitz. La bibliothèque régionale de Neubrandenburg est située dans l'aile est. À l'époque de la RDA, plus de 50 groupes de travail et groupes de jeunes et d'adultes étaient hébergés au HKB.

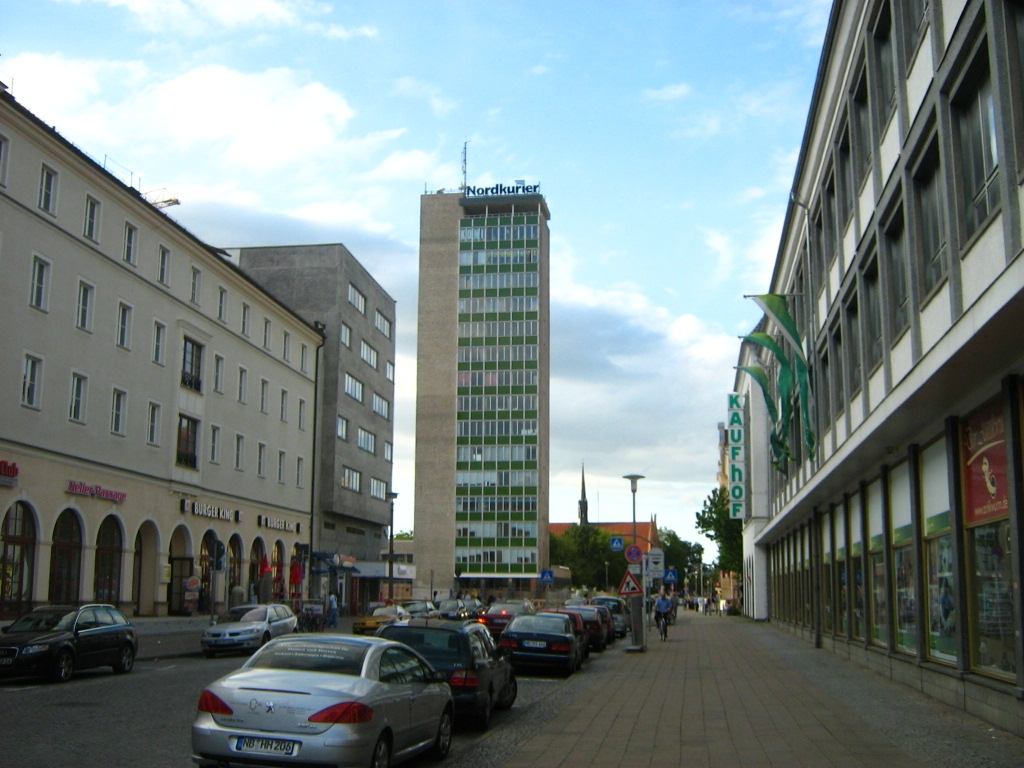
Le gratte-ciel vu de la Stargarder Strasse (anciennement Palaisstrasse sur la place du marché).
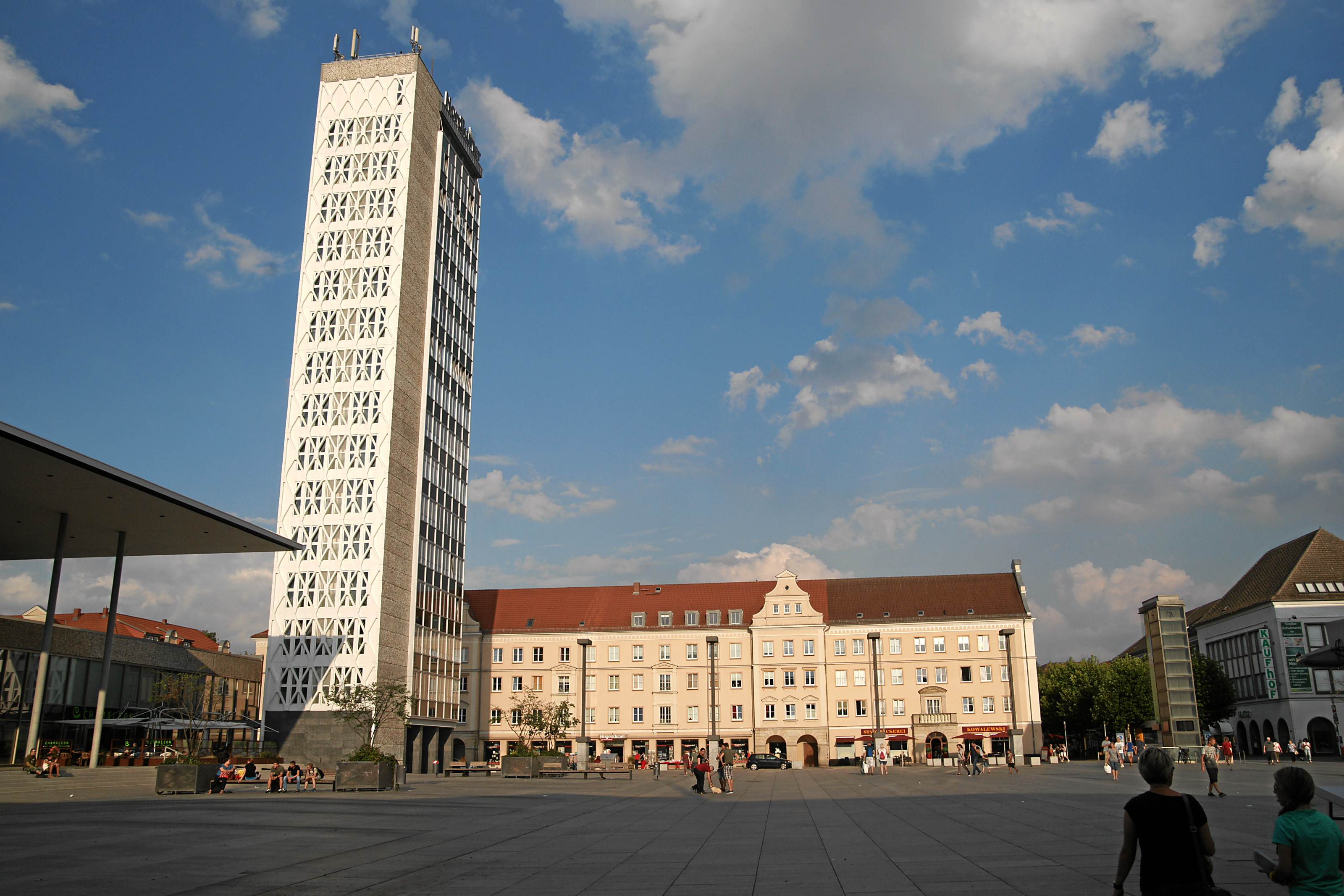
Tour HKB vue de la place du marché.
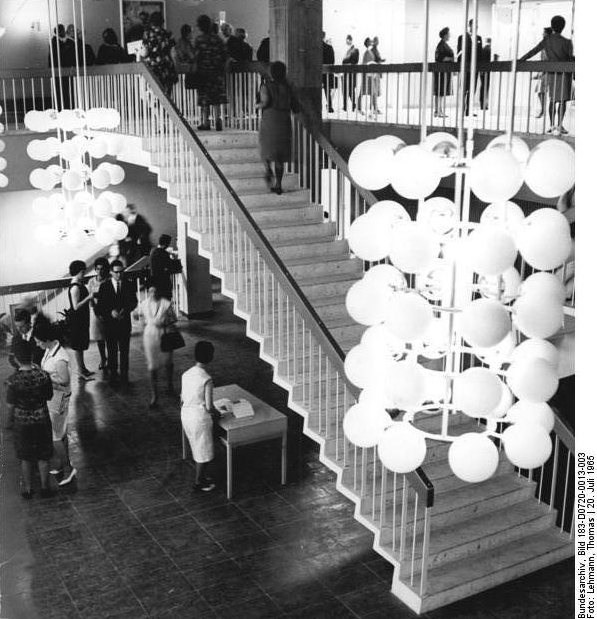
Le foyer de la HKB (1965).